# 恩雷康
恩雷康（Enrekang）是印度尼西亚南苏拉威西省的一个城镇，是恩雷康县的县治所在，位于苏拉威西岛南半岛北部内陆。2010年统计，恩雷康所在的恩雷康区（Kecamatan Enrekang）共有30,568人。

## 资料来源
1. ↑  Biro Pusat Statistik, Jakarta, 2011.